# Ścieżka ośmiokrotna

Baryon Supermultiplet za pomocą modelu z czterema quarkami

Ścieżka ośmiokrotna – zestawienie cząstek elementarnych na wzorze sześciokąta, uporządkowanych według masy, izospinu i innych własności. Cząstki o podobnych własnościach przyporządkowane zostały do rodziny ośmiu (dziesięciu) cząstek, które tworzą sześciokąt. Sześciokąt jest diagramem, gdzie na osi pionowej odkłada się wartości dziwności S, a na osi poziomej trzecią składową izospinu I3. Ścieżkę ośmiokrotną stworzył amerykański fizyk teoretyk, laureat nagrody Nobla w dziedzinie fizyki z 1969 roku Murray Gell-Mann.